# Videomation
Videomation – gra komputerowa wydana przez Toy Headquarters w 1991 roku na konsolę Nintendo Entertainment System. Rozgrywka polega na tworzeniu obrazów i filmów animowanych. W Polsce, prawa autorskie do gry wykupiło przedsiębiorstwo Bobmark International, po czym rozpoczęło jej dystrybucję w 1994 roku.

## Odbiór gry
Treść tej sekcji od 2024-08 należy opracować w taki sposób, aby nie uwypuklała nadmiernie polskiej specyfiki / aby nie zawężała się tylko do polskich warunków
Dokładniejsze informacje o tym, co należy poprawić, być może znajdują się w dyskusji tej sekcji.
 Po wyeliminowaniu niedoskonałości należy usunąć szablon [[Szablon:Dopracować|]] z tej sekcji.
Gra została oceniona w 30 numerze czasopisma Top Secret z września 1994 oraz w 125 numerze czasopisma Bajtek ze stycznia 1996 roku. Recenzenci docenili, że jest to jedyne narzędzie do rysowania dostępne na konsolę Pegasus oraz podkreślili, że niska cena gry wraz z konsolą stanowią najtańszy zestaw do komputerowego rysowania dla dzieci. Jako wady wymieniono trudności w sterowaniu oraz brak możliwości zapisywania i wczytywania rysunków.